# Nastocerus longicollis
Nastocerus longicollis là một loài bọ cánh cứng trong họ Cerambycidae.